# 윤봉길 의사 (영화)
"윤봉길 의사"는 한국에서 제작된 윤봉춘 감독의 1947년 영화이다. 이경선, 고춘희 등이 주연으로 출연하였고 방의석이 제작에 참여하였다.

## 개요
1947년 7월 개봉된 영화로 각본·감독에 윤봉춘(尹逢春), 배역은 이경선(李慶善)·고춘희(高春姬)였다. 내용은 중국으로 망명한 항일 투사이자 풍운아인 윤봉길의 의거를 감동적으로 그린 것이다.

## 출연

### 주연
- 이경선
- 고춘희
- 정영희
- 조희선

## 기타
- 조명: 김성춘